# لیک هوارد (آلاباما)
لیک هوارد (به انگلیسی: Lake Howard) یک منطقهٔ مسکونی در ایالات متحده آمریکا است که در شهرستان دیکلب، آلاباما واقع شده‌است. لیک هوارد ۴۴۸٫۰۶ متر بالاتر از سطح دریا واقع شده‌است.